# Inticetus vertizi
Inticetus vertizi es un cetáceo fósil de la familia Inticetidae. El nombre del género en quechua honra la memoria del Inti (sol) y la especie está dedicada a su descubridor, el artista peruano Álvaro Suárez Vértiz. Debido a la gran disparidad morfológica frente a otros odontocetos primitivos se ha propuesto una nueva familia para este nuevo cetáceo: Inticetidae.

## Descripción
Los cetáceos dentados (Odontocetos) primitivos se diferencian de las formas modernas al presentar una dentición heterodonta (dientes diferentes, especializados), contrastando con los modernos que poseen dentición homodonta (dientes iguales, no especializados). Durante las últimas décadas, hallazgos a lo largo de todo el mundo han sugerido que la disparidad morfológica y de adaptaciones de estos cetáceos primitivos durante el Oligoceno tardío y el Mioceno temprano, fue mucho mayor a lo que inicialmente se pensaba. Inticetus vertizi es uno de estos odontocetos dispares que poseía un rostro muy robusto y posiblemente haya desarrollado una capacidad de alimentación vía succión, además de poseer un gran tamaño comparado a sus relativos.
Este gran delfín se caracterizaba por, entre otras cosas, por poseer un largo y robusto rostro, teniendo al menos 18 dientes por cuadrante; la ausencia de dientes anteriores procumbentes; muchos dentículos accesorios grandes y de base amplia en los dientes posteriores de las mejillas de doble raíz; pocos ornamentos en las coronas dentales; el proceso estiliforme del yugal es notablemente robusto; un gran epitubaria fóvea en la periótica, con uno de los huesecillos accesorio voluminoso de la bulla timpánica y un tubérculo acortado del martillo.
Los análisis filogenéticos (con y sin restricción molecular; con y sin reducción de caracteres homoplásicos) produjeron resultados contrastantes, con Inticetus cayendo ya sea como una rama Odontoceti o como un miembro de la ramificación temprana de un gran clado Platanistoidea. Su gran tamaño, su rostro robusto y morfología dental inusual, la ausencia de un desgaste evidente de los dientes, Inticetus aumenta la disparidad morfológica y ecológica de los odontocetos del Oligoceno Tardío-Mioceno Temprano. Por último, este nuevo taxón exige prudencia cuando se trata de identificar dientes aislados de la mandíbula de los cetáceos, incluso a nivel de suborden.

## Evolución
Un paso clave en la historia evolutiva de Odontoceti es la transición de la condición de heterodonto ancestral (que se caracterizaban por la presencia de dientes de doble enraizamiento portando dentículos accesorios) a la dentición homodontal mostrada por la mayoría de las especies de Odontocetos existentes. Durante las últimas décadas, los nuevos hallazgos y la revaluación de especímenes en colecciones revelaron una mayor disparidad morfológica entre los odontocetos heterodontos del Oligo-Mioceno.

## Fósiles
Durante las últimas décadas, los nuevos hallazgos y la revaluación de los especímenes en colecciones da de manifiesto un aumento de la disparidad morfológica entre los odontocetos heterodontos del Oligo-Mioceno. Sobre la base de un esqueleto articulado proveniente del Mioceno Inferior (Burdigaliense, 18,8-18,0 Ma), encontrado en estratos de la Formación Chilcatay (Cuenca del Pisco, Perú).